# Devekovan
Devekovan war bis 2014 eine Gemeinde im Landkreis Şereflikoçhisar der Provinz Ankara in der Türkei. Seit der Gebietsreform von 2014 ist es ein Ortsteil der Stadt Şereflikoçhisar. Dort leben 378 Einwohner.
Devekovan liegt in hügeligem Gelände. Die Entfernung von Ankara beträgt etwa 160 km. Das Dorf liegt im südöstlichen Teil des Landkreises und ist etwa 20 km von der Kreisstadt entfernt.
Nachbarorte sind im Norden Cavlak, im Nordwesten Yeşilyurt, im Nordosten Üzengilik, im Osten Eley, im Süden Aliuşagı und im Westen Karandere.
Bei den Kommunalwahlen von 2004 erhielt die DYP 39,61 % der Stimmen. Bei den Kommunalwahlen 2009 erhielt die AKP 40,6 % der Stimmen. Letzter Bürgermeister der Gemeinde war Memis Çelik.